# Polski ród książęcy

Koniecpolski, czyli herb własny rodziny Koniecpolskich Przykładowy wygląd herbu książęcego.

Polskie rody książęce – przedstawiciele rodów i instytucji, które pomimo zasady równości wszystkich przedstawicieli stanu szlacheckiego uzyskały prawo stosowania tytułu książęcego w życiu publicznym I Rzeczypospolitej oraz zachowały pewne przywileje .

## Charakterystyka
W przypadku rodów szlacheckich tytuł przysługiwał początkowo jedynie tym z nich, które do czasu unii lubelskiej (1569) zachowały swe odrębne dzielnice (księstwa) w ramach Wielkiego Księstwa Litewskiego. Dotyczyło to niektórych potomków Gedymina i Ruryka oraz Radziwiłłów. Przed I rozbiorem Rzeczypospolitej sejm potwierdził lub nadał tytuły książęce jedynie kilku rodom wywodzącym się z szeregów polskiej i litewskiej szlachty. Dopiero w trakcie sejmu rozbiorowego, na specjalne życzenie rządu austriackiego, zatwierdzone zostały tytuły nadane w przeszłości przez władców Rzeszy Niemieckiej kilku szlacheckim rodom polskim. Ten sam sejm nadał również tytuły książęce kilku przedstawicielom ówczesnych elit politycznych .
Odrębną kategorię książąt stanowili władcy księstw lennych Rzeczypospolitej oraz książęta duchowni, biskupi Kościoła katolickiego .
Potęga rodów książęcych Rzeczypospolitej opierała się na olbrzymich posiadłościach ziemskich położonych przede wszystkim na ziemiach litewsko-ruskich. Należały do nich dawne udzielne dzielnice książęce oraz późniejsze nabytki terytorialne. Niektóre z tych  posiadłości objęte zostały statutem ordynacji, co czyniło z nich trwałe domeny i źródło szczególnej pozycji niektórych domów książęcych .
Dwie ordynacje utworzyły rody, które uzyskały (Gonzaga-Myszkowscy) lub mogły uzyskać (Zamoyscy) zagraniczny tytuł arystokratyczny. Uzyskany tą droga tytuł ordynata, stawał się dla głowy rodu wyróżnieniem zbliżonym pod względem prestiżu do tytułu książęcego.
W przypadku kilku rodów (Koniecpolscy, Denhoffowie, Ossolińscy, Ogińscy) uzyskane tytuły zagraniczne nie zyskały nigdy sankcji prawnej w ramach I Rzeczypospolitej. Bliska uzyskania takiej pozycji była także jedna z gałęzi rodu Potockich, uzyskując po I rozbiorze nadanie tytułu książęcego w Galicji pod warunkiem założenia ordynacji. Warunek ten nie został spełniony i tytuł się uzyskał sankcji prawnej .
Do grona książąt Rzeczypospolitej nie zalicza się tych rodów wywodzących się od książąt litewsko-ruskich, które nie uzyskały potwierdzenia tytułu w ramach I Rzeczypospolitej. W życiu towarzyskim wyróżniano ich nieformalnym tytułem kniazia. Niektórym z tych rodów tytuł książęcy został zatwierdzony po upadku Rzeczypospolitej przez Senat Królestwa Polskiego lub Królów Polski z dynastii Holsztyn-Gottorp-Romanow (Ogińscy, Woronieccy, Lubeccy, Puzynowie, Giedroyciowie, Massalscy) .
Najpotężniejsze rody książęce Rzeczypospolitej pod względem statusu równe były domom panujących książąt europejskich. Świadczą o tym m.in. zawierane na równych prawach związki małżeńskie. Szczególnie bliskie relacje utrzymywano z książętami Rzeszy Niemieckiej: Hohenzollernami, Wittelsbachami, Anhaltami, Wirtembergami, Thurn und Taxis, de Ligne .
Wiele rodów szlacheckich nie posiadających tytułu książęcego doszło w życiu politycznym i ogromie posiadłości do podobnej pozycji jaką zajmowały rody książęce (Zamoyscy, Gonzaga-Myszkowscy, Pacowie, Sieniawscy, Krasiccy, Kalinowscy, Potoccy, Mniszchowie, Rzewuscy, Chodkiewicze). Do statusu książęcego najbliżej zbliżyły się te rody, które weszły w posiadanie dóbr o statusie księstwa (np. Potoccy, Mniszchowie) lub ich przedstawiciele zasiedli na tronie Rzeczypospolitej (Sobiescy, Leszczyńscy). Obie grupy, powiązaną siecią wzajemnych koligacji rodzinnych, tworzyły jednolitą arystokratyczną elitę I Rzeczypospolitej opierającą swoją potęgę na posiadaniu niemal suwerennych państw magnackich, oraz piastowaniu najbardziej zaszczytnych urzędów Rzeczypospolitej .